# Isaac da Costa (1847-1925)

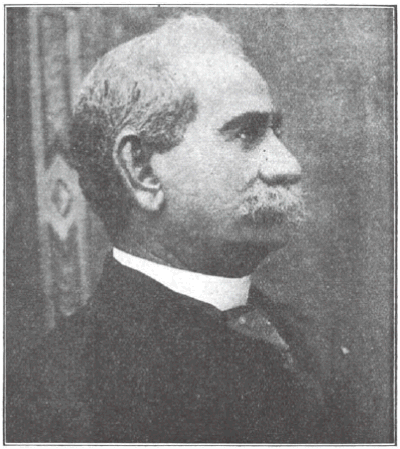
I. da Costa

Isaac da Costa ook wel Jacques da Costa (19 februari 1847 – 28 maart 1925) was een Surinaams jurist en politicus.
Onder andere door zijn broer Aron Jedidja da Costa werd hij opgeleid tot praktizijn en in 1873 slaagde hij voor het praktizijnsexamen. Hij werd in 1879 kantonrechter in het district Coronie, in 1884 volgde zijn benoeming tot Ommegaanden Rechter van Paramaribo en vanaf 1903 was hij Rechter in het Oostelijk Ommegaand Gerecht. Alleen personen die aan een universiteit waren afgestudeerd in de rechten konden destijds lid worden van het Hof van Justitie. Speciaal om hem toch lid te kunnen laten worden werd bij koninklijk besluit de voorwaarde aangepast waarna hij in 1909 lid werd van dat hof. Twee jaar later volgde hij C.J. Heylidy op als president van het Hof van Justitie. Hij zou die functie blijven vervullen tot 1920.
Van 1888 tot 1890 en van 1892 tot 1901 was Da Costa een door de gouverneur benoemd lid van de Koloniale Staten. Aansluitend was hij tot 1914 een gekozen Statenlid. Hij volgde in 1903 M.S. van Praag op als vicevoorzitter en vanaf 1904 was Da Costa tien jaar de voorzitter.
In 1925 overleed hij op 78-jarige leeftijd.